# Agenti S.H.I.E.L.D. (3. řada)
Třetí řada amerického televizního seriálu Agenti S.H.I.E.L.D. na motivy organizace S.H.I.E.L.D. od Marvel Comics se točí kolem týmu Inhumanů a prastaré historie Hydry, která má za úkol dovést zpátky na Zemi Inhumana Hivea. Tato řada se v USA vysílala na stanici ABC od 29. září 2015 do 17. května 2016. V Česku řadu vysílala televize Nova Action od 20. března 2017 do 10. dubna 2017. 

## Obsazení

### Hlavní role
| Clark Gregg          | Phil Coulson                 |
| Ming-Na Wen          | Melinda May                  |
| Brett Dalton         | Grant Ward                   |
| Chloe Bennet         | Daisy Johnsonová             |
| Iain De Caestecker   | Leo Fitz                     |
| Elizabeth Henstridge | Jemma Simmonsová             |
| Nick Blood           | Lance Hunter                 |
| Adrianne Palicki     | Bobbi Morseová / Mockingbird |
| Henry Simmons        | Alphonso „Mack“ MacKenzie    |
| Luke Mitchell        | Lincoln Campbell             |

### Vedlejší role
| Constance Zimmer        | Rosalind Price             |
| Andrew Howard           | Luther Banks               |
| Juan Pablo Raba         | Joey Gutierrez             |
| Spencer Treat Clark     | Werner von Strucker        |
| Blair Underwood         | Andrew Garner              |
| Matthew Willig          | Lash                       |
| Powers Boothe           | Gideon Malick              |
| Mark Dacascos           | Giyera                     |
| Natalia Cordova-Buckley | Elena „Yo-Yo“ Rodriguezová |
| Adrian Pasdar           | Glenn Talbot               |
| Axle Whitehead          | J.T. James / Hellfire      |
| John Hannah             | Holden Radcliffe           |

### Hostující role
| William Sadler     | Matthew Ellis    |
| Peter MacNicol     | Elliot Randolph  |
| Tyler Ritter       | Thomas Ward      |
| Brian Patrick Wade | Carl Creel       |
| Titus Welliver     | Felix Blake      |
| Reed Diamond       | Daniel Whitehall |
| Derek Phillips     | O'Brien          |

## Seznam dílů
| Č. v seriálu | Č. v řadě | Původní název          | Český název              | Režie              | Scénář                            | Premiéra v USA     | Premiéra v ČR   | Sledovanost v USA (v milionech diváků) |
| ------------ | --------- | ---------------------- | ------------------------ | ------------------ | --------------------------------- | ------------------ | --------------- | -------------------------------------- |
| 45           | 1         | Laws of Nature         | Přírodní zákony          | Vincent Misiano    | Jed Whedon a Maurissa Tancharoen  | 29. září 2015      | 20. března 2017 | 4,90                                   |
| 46           | 2         | Purpose in the Machine | Účel stroje              | Kevin Tancharoen   | DJ Doyle                          | 6. října 2015      | 21. března 2017 | 4,32                                   |
| 47           | 3         | A Wanted (Inhu)man     | Hledaný Inhuman          | Garry A. Brown     | Monica Owusu-Breenová             | 13. října 2015     | 22. března 2017 | 3,74                                   |
| 48           | 4         | Devils You Know        | Ďáblu v tvář             | Ron Underwood      | Paul Zbyszewski                   | 20. října 2015     | 23. března 2017 | 3,85                                   |
| 49           | 5         | 4,722 Hours            | 4 722 hodin              | Jesse Bochco       | Craig Titley                      | 27. října 2015     | 24. března 2017 | 3,81                                   |
| 50           | 6         | Among Us Hide…         | Skrytý mezi námi         | Dwight Little      | Drew Z. Greenberg                 | 3. listopadu 2015  | 25. března 2017 | 3,84                                   |
| 51           | 7         | Chaos Theory           | Teorie chaosu            | David Solomon      | Lauren LeFrancová                 | 10. listopadu 2015 | 26. března 2017 | 3,49                                   |
| 52           | 8         | Many Heads, One Tale   | Mnoho hlav, jeden příběh | Garry A. Brown     | Jed Whedon a DJ Doyle             | 17. listopadu 2015 | 27. března 2017 | 3,60                                   |
| 53           | 9         | Closure                | Vyrovnání                | Kate Woodsová      | Brent Fletcher                    | 1. prosince 2015   | 28. března 2017 | 3,84                                   |
| 54           | 10        | Maveth                 | Maveth                   | Vincent Misiano    | Jeffrey Bell                      | 8. prosince 2015   | 29. března 2017 | 3,85                                   |
| 55           | 11        | Bouncing Back          | Nový nádech              | Ron Underwood      | Monica-Owusu Breenová             | 8. března 2016     | 30. března 2017 | 3,52                                   |
| 56           | 12        | The Inside Man         | Muž uvnitř               | John Terlesky      | Craig Titley                      | 15. března 2016    | 31. března 2017 | 2,94                                   |
| 57           | 13        | Parting Shot           | Poslední přípitek        | Michael Zinberg    | Paul Zbyszewski                   | 22. března 2016    | 1. dubna 2017   | 2,88                                   |
| 58           | 14        | Watchdogs              | Watchdogs                | Jesse Bochco       | Drew Z. Greenberg                 | 29. března 2016    | 2. dubna 2017   | 3,20                                   |
| 59           | 15        | Spacetime              | Časoprostor              | Kevin Tancharoen   | Maurissa Tancharoen a Jed Whedon  | 5. dubna 2016      | 3. dubna 2017   | 2,81                                   |
| 60           | 16        | Paradise Lost          | Ztracený ráj             | Wendey Stanzlerová | George Kitson a Sharla Oliverová  | 12. dubna 2016     | 4. dubna 2017   | 3,01                                   |
| 61           | 17        | The Team               | Tým                      | Elodie Keeneová    | DJ Doyle                          | 19. dubna 2016     | 5. dubna 2017   | 2,85                                   |
| 62           | 18        | The Singularity        | Singularita              | Garry A. Brown     | Lauren LeFrancová                 | 26. dubna 2016     | 6. dubna 2017   | 3,22                                   |
| 63           | 19        | Failed Experiments     | Nezdařené experimenty    | Wendey Stanzlerová | Brent Fletcher                    | 3. května 2016     | 7. dubna 2017   | 2,92                                   |
| 64           | 20        | Emancipation           | Osvobození               | Vincent Misiano    | Craig Titley                      | 10. května 2016    | 8. dubna 2017   | 2,93                                   |
| 65           | 21        | Absolution             | Rozhřešení               | Billy Gierhart     | Chris Dingess a Drew Z. Greenberg | 17. května 2016    | 9. dubna 2017   | 3,03                                   |
| 66           | 22        | Ascension              | Nanebevstoupení          | Kevin Tancharoen   | Jed Whedon                        | 17. května 2016    | 10. dubna 2017  | 3,03                                   |